# Bloc national (Liban)
Pour les articles homonymes, voir Bloc national.
Le Bloc national est un parti politique nationaliste et anti-confessionnel libanais fondé en 1946 par Émile Eddé et présidé par Raymond Eddé de 1949 à 2000. 
Républicain, social, démocrate, laïc, se fondant sur les principes de la Charte des droits de l'Homme, son but est de promouvoir l’entité libanaise, à préserver sa souveraineté, son indépendance et son rôle particulier dans la région et dans le monde. De même, il cherche à établir et à promouvoir l'État de droit, les libertés individuelles et publiques, la justice sociale et à assurer le bien-être du peuple.

## Historique

### Genèse
Le parti naît en 1943 sous forme de bloc parlementaire regroupant principalement des intellectuels sous la tutelle du président de la République Émile Eddé. Dès 1944, le bloc s’oppose à la création d’un État sioniste souverain en territoire palestinien. En 1946, le bloc parlementaire se soude en parti politique du nom officiel de « Parti du Bloc national libanais » avec Émile Eddé pour président. Après la mort de ce dernier en 1949, c’est son fils, Raymond Eddé, ancien ministre et député, qui est élu président du parti.

### Projets de loi
En 1951 le parti soumet un projet de loi garantissant le Droit de vote des femmes libanaises La loi est adoptée en 1952. En 1953, le Bloc national soutient le projet de légalisation du mariage civil optionnel et soumet une loi contre la corruption. En 1956 le parti soumet une loi garantissant le secret bancaire adoptée quelques mois plus tard.

### Guerre civile
Le Bloc national s’est opposé aux accords du Caire de 1969, qui ont autorisé les actions militaires lancées par les Fedayins palestiniens contre Israël à partir du territoire libanais. Refusant de prendre part à la guerre civile, le Bloc national s’est opposé tant bien à l’occupation syrienne qu’à l’occupation israélienne. En 1989, le parti rejette l’accord de Taëf, qui place le pays sous tutelle syrienne et boycotte les élections de 1992, qu'il juge non démocratiques.

### Histoire récente
Présent notamment au sein de la bourgeoisie chrétienne modérée et chez les avocats, ce parti connaît des soubresauts depuis le décès de Raymond Eddé en l'an 2000. Au poste de « Amid » (doyen), lui a succédé son neveu, Carlos Eddé, inconnu dans la politique libanaise et ayant vécu précédemment au Brésil. De nombreux cadres ont quitté le parti depuis?. En 2008, le parti a opposé l'accord de Doha que ses alliés ont adopté, et par la suite, quitté le bloc 14 mars qui a dévié des valeurs du parti. Après 2009, la popularité du parti s'effondre, étant déserté par la majorité de ses partisans déçus par Carlos Eddé, qui a refusé de faire partie du dipôle[pas clair] qui dominait la scène politique libanaise. C'est dans ce contexte que le siège du parti est fermé et que toutes activités partisanes cessent, le Bloc national disparaissant de la vie politique libanaise.
Début 2019, une tentative de relance du parti est lancée par Michel Helou et le parti reprend son activité.
Après sa relance, le parti subit une restructuration interne où le poste de « Amid » est annulé. Le parti propose un plan pour le pays sous le slogan « Pour un Liban prospère, vert, et juste ». Toujours absent du Parlement, le parti est actif aujourd'hui sur les réseaux sociaux et est présent sur la scène médiatique.

### Structure du parti

#### Assemblée générale du parti
L’« Assemblée générale du parti » est composée de trente membres, dont les deux tiers sont élus et dont le tiers est nommé par le Comité exécutif pour un mandat de six ans, conformément au règlement intérieur. 
Certaines fonctions de l'« Assemblée du parti » : 
- Discuter et approuver le budget annuel du parti.
- Examiner les questions de politique générale et les suggestions des membres.
- Superviser les travaux du Comité exécutif.
- Élire les membres du Comité exécutif.

Comité exécutif
Le Comité exécutif est composé d'au moins six membres, en plus du secrétaire général. Il gère les affaires intérieures et met en œuvre les décisions du parti et définit et applique ses plans d'action.  

#### Président du parti
Avec la suppression du poste de « Amid » et le transfert de ses pouvoirs au Comité exécutif, le poste de « président du parti » est créé, afin qu’il garantisse le respect des règles et des principes généraux du parti. Le Comité exécutif l’élit parmi ses membres pour un mandat non renouvelable d’un an. Pour la première année après la création de ce poste, le Comité exécutif a élu Carlos Eddé à ce poste. 
Sénat
Un organe consultatif, appelé le « Sénat », est également créé. Il est composé d'au moins cinq membres nommés par le Comité exécutif pour une durée indéterminée.  
Il soumet des avis et des recommandations à l’Assemblée du parti ainsi qu’au Comité exécutif.
Secrétaire général
Le parti a un secrétaire général qui gère ses affaires administratives et politiques.  
Il est nommé et révoqué par décision du Comité exécutif à la majorité des deux tiers de ses membres et occupe sa fonction durant l’intégralité du mandat dudit comité. Le secrétaire général actuel du parti est Pierre Issa. 

### Objectif
Le Bloc national défend un objectif triple : 
« اننا نسعى من أجل لبنان مزدهر، أخضر، وعادل »
— Charte officielle 

« Nous luttons pour un Liban prospère, vert et juste »
Le parti dit aussi vouloir éliminer ce qu'il appelle « les cinq blessures du pays », à savoir : 
- Le sectarisme politique
- La corruption
- Le féodalisme
- Le clientélisme politique
- La dépendance

qu'il aspire à remplacer par les principes suivants, respectivement :
- La citoyenneté
- L'intégrité
- La démocratie
- La prééminence du droit
- La souveraineté nationale[1]

### Stratégie
L'organisation adopte une feuille de route basée sur six axes pour mener à bien son projet politique :
- La société : « Une société de diversité, de cohésion, égalitaire et dynamique »
- L'environnement : « Un environnement résilient, propre et préservé »
- Les services : « Des services efficaces, abordables et pour le bien de tous »
- L'économie : « Une économie prospère qui offre du travail à tous »
- La gouvernance : « Des institutions transparentes et responsables »
- La géostratégie : « Une diplomatie qui assure la paix et la stabilité »[5]

## Lins externes
- Site officiel